# Mistrzostwa świata w szachach 1921
Mecz pomiędzy aktualnym mistrzem świata, Emanuelem Laskerem, a kubańskim szachistą Jose Raulem Capablancą rozegrany w Hawanie w dniach 15 III - 28 IV 1921 roku. Był to pierwszy mecz po 11 latach przerwy spowodowanej I wojną światową.
Mecz miał się składać maksymalnie z 30 partii. Zwycięzcą zostawał ten z graczy, który jako pierwszy osiągnie 6 zwycięstw – a w przypadku, gdy nie uda się to żadnemu z nich – ten, kto uzyska większą liczbę punktów. Początkowo mecz miał wyrównany przebieg, jednak gdy rozpoczęło się tropikalne kubańskie lato, Laskerowi pogorszył się stan zdrowia i obniżył się jego poziom gry. Przy stanie 5:9 (0:4 nie licząc remisów), Lasker wycofał się i powrócił do Europy.

## Wyniki w poszczególnych partiach
|                      | 1 | 2 | 3 | 4 | 5 | 6 | 7 | 8 | 9 | 10 | 11 | 12 | 13 | 14 | Punkty |
| -------------------- | - | - | - | - | - | - | - | - | - | -- | -- | -- | -- | -- | ------ |
| José Raúl Capablanca | ½ | ½ | ½ | ½ | 1 | ½ | ½ | ½ | ½ | 1  | 1  | ½  | ½  | 1  | 9 *(4) |
| Emanuel Lasker       | ½ | ½ | ½ | ½ | 0 | ½ | ½ | ½ | ½ | 0  | 0  | ½  | ½  | 0  | 5 *(0) |

* – liczba wygranych